# Hells Bells
"Hells Bells" is een nummer van de Australische hardrockband AC/DC uit 1980.

## Achtergrond
Het is de openingstrack van Back in Black, het zevende studio-album van de band en het eerste album na de dood van leadzanger Bon Scott. "Hells Bells" is, na "You Shook Me All Night Long", de tweede single van dit album en werd uitgebracht op 31 oktober 1980. 
"Hells Bells" begint met het langzame luiden van een negenhonderd kilogram wegende bronzen klok. Deze werd geproduceerd door John Taylor & Co Bellfounders in het Britse Loughborough. Het geluid werd opgenomen door Tony Platt met behulp van de mobiele studio van Ronnie Lane in de klokkengieterij, nadat de band de opnames van de rest van het Back in Black album had voltooid in de Compass Point Studios op de Bahama's.
"Hells Bells" wordt algemeen beschouwd als een van de beste nummers van de band. In 2020 plaatste The Guardian het op plaats zes op zijn lijst van de veertig beste AC/DC-nummers. Een jaar later plaatste Kerrang! het nummer op plek zeven op hun AC/DC-lijst.
De Duitse voetbalclub FC St. Pauli uit Hamburg, de Franse rugbyclub RC Toulonnais uit Toulon en de Griekse voetbalclub PAOK FC uit Thessaloniki openen alle thuiswedstrijden met dit lied.
Het is ook te horen op de soundtrack van de Stephen King-film Maximum Overdrive uit 1986 en die van de Marvelfilm Deadpool & Wolverine uit 2024.

## NPO Radio 2 Top 2000
Hells Bells stond in 2024 voor het eerst in de NPO Radio 2 Top 2000, op plek 888.